# Taubenturm des Château du Haut Rosay

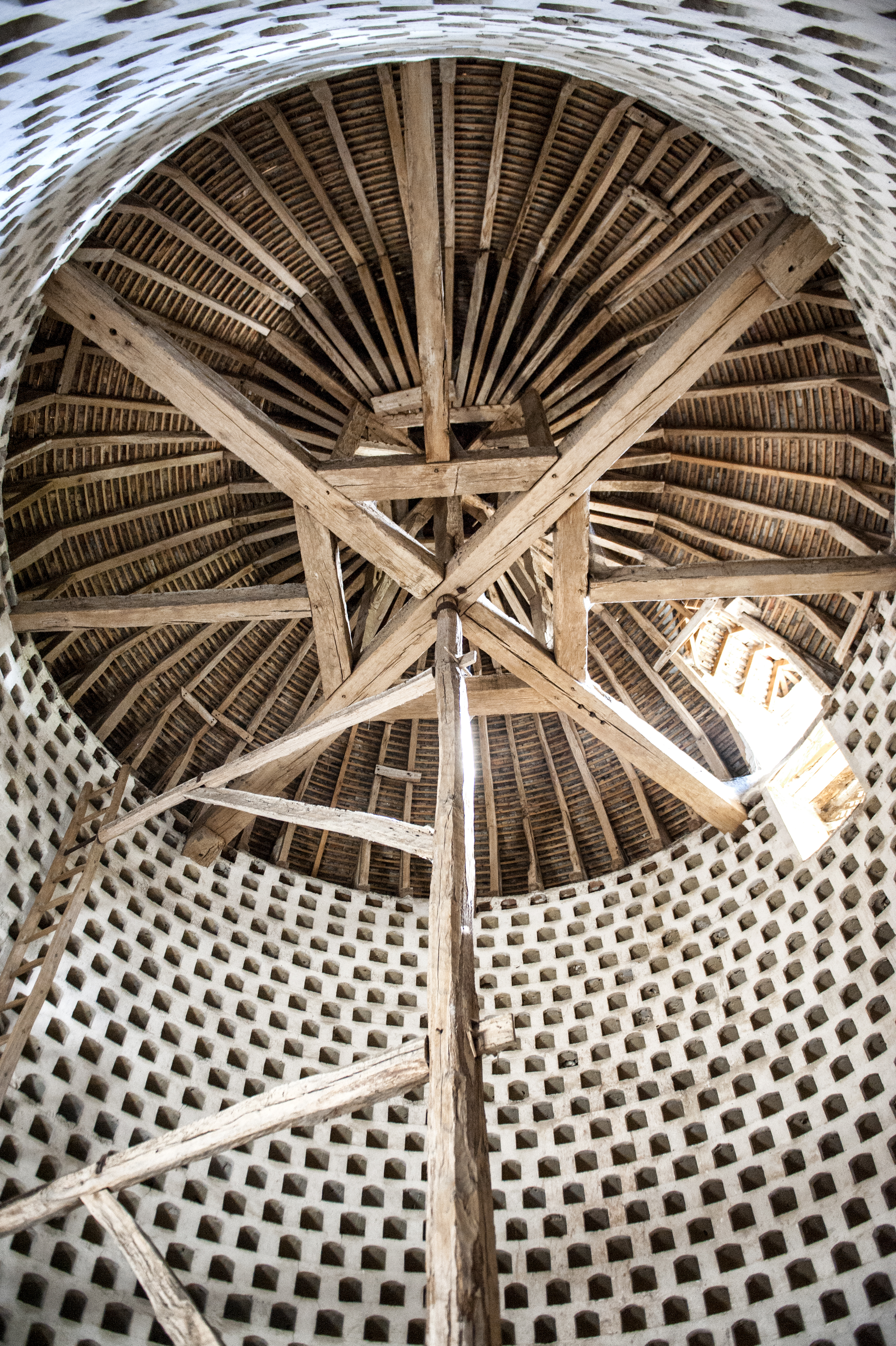
Innenansicht des Taubenturms mit Drehleiter (links außen)

Der Taubenturm des Château du Haut Rosay in Rosay, einer französischen Gemeinde im Département Yvelines in der Region Île-de-France, wurde vermutlich im 18. Jahrhundert errichtet.
Der Taubenturm steht als Teil des Schlosses seit 1992 als Monument historique auf der Liste der Baudenkmäler in Frankreich.
Der runde Turm wurde aus Bruchsteinmauerwerk erbaut. Innen ist noch die Drehleiter erhalten, mit deren Hilfe man die vielen Nester reinigen konnte.